# Balantiopsidaceae
Balantiopsidaceae, porodica jetrenjarki, dio reda Jungermanniales. Postoji više rodova
Balantiopsaceae H. Buch je pogrešan naziv ove porodice.

## Rodovi
1. Acroscyphella N. Kitag. & Grolle
2. Anisotachis R.M. Schust.
3. Balantiopsis Mitt.
4. Eoisotachis R.M. Schust.
5. Hypoisotachis (R.M. Schust.) J.J. Engel & G.L. Merr.
6. Isotachis Mitt.
7. Neesioscyphus Grolle
8. Pseudoisotachis Váňa
9. Ruizanthus R.M. Schust.
10. Sendtnerella (Spruce) R.M. Schust.
11. Steereocolea R.M. Schust.